# Matthieu Verstraete
Matthieu Verstraete é um físico americano, actualmente na University of Liege e um membro eleito da American Physical Society.